# Vuilletus peropacus
Vuilletus peropacus là một loài bọ cánh cứng trong họ Elateridae. Loài này được Nakane miêu tả khoa học năm 1959.